# Glacier de Chamonix
Pour les articles homonymes, voir Chamonix (homonymie).
Le glacier de Chamonix est un glacier de l'archipel des Kerguelen, dans les Terres australes et antarctiques françaises.
Il s'agit d'un glacier de vallée qui se détache du glacier Cook en direction du nord-est. Il se jette alors dans le lac de Chamonix. Le glacier de Chamonix est situé au nord-ouest du Grand Téton qui culmine à 773 mètres d'altitude.